# Dehesa de Navalvillar
La dehesa de Navalvillar es un espacio natural situado en el municipio de Colmenar Viejo, Madrid (España). Existen referencias a ella desde el siglo XI, donde se menciona que el Rey Alfonso X cazaba el oso en su parajes. Desde hace algunos siglos perdió su masa forestal por la venta de la madera para el pago de las deudas municipales. Debido a su situación en las estribaciones de la sierra de Guadarrama, protegida por el norte por el cerro de San Pedro ha sido lugar de asentamientos desde la antigüedad, entre los restos encontrados se encuentran gran cantidad de viviendas visigodas de los siglos VI y VII que perduraron hasta después de la toma de la península por los árabes del siglo VIII y minas de metales. Ya en época moderna ha sido usada para: rodajes cinematográficos, más de doscientos (Espartaco, El Cid y gran cantidad de spaghetti westerns; prácticas de tiro militar, almacén de material municipal y lugar de ocio.
El hecho de haber sido una posesión municipal desde, al menos, el siglo XVI, y probablemente desde el XV, le ha permitido conservar los restos arqueológicos de una forma que no ha sido posible en otras zonas del municipio más alteradas por la actividad humana.[cita requerida]

## Fauna y flora

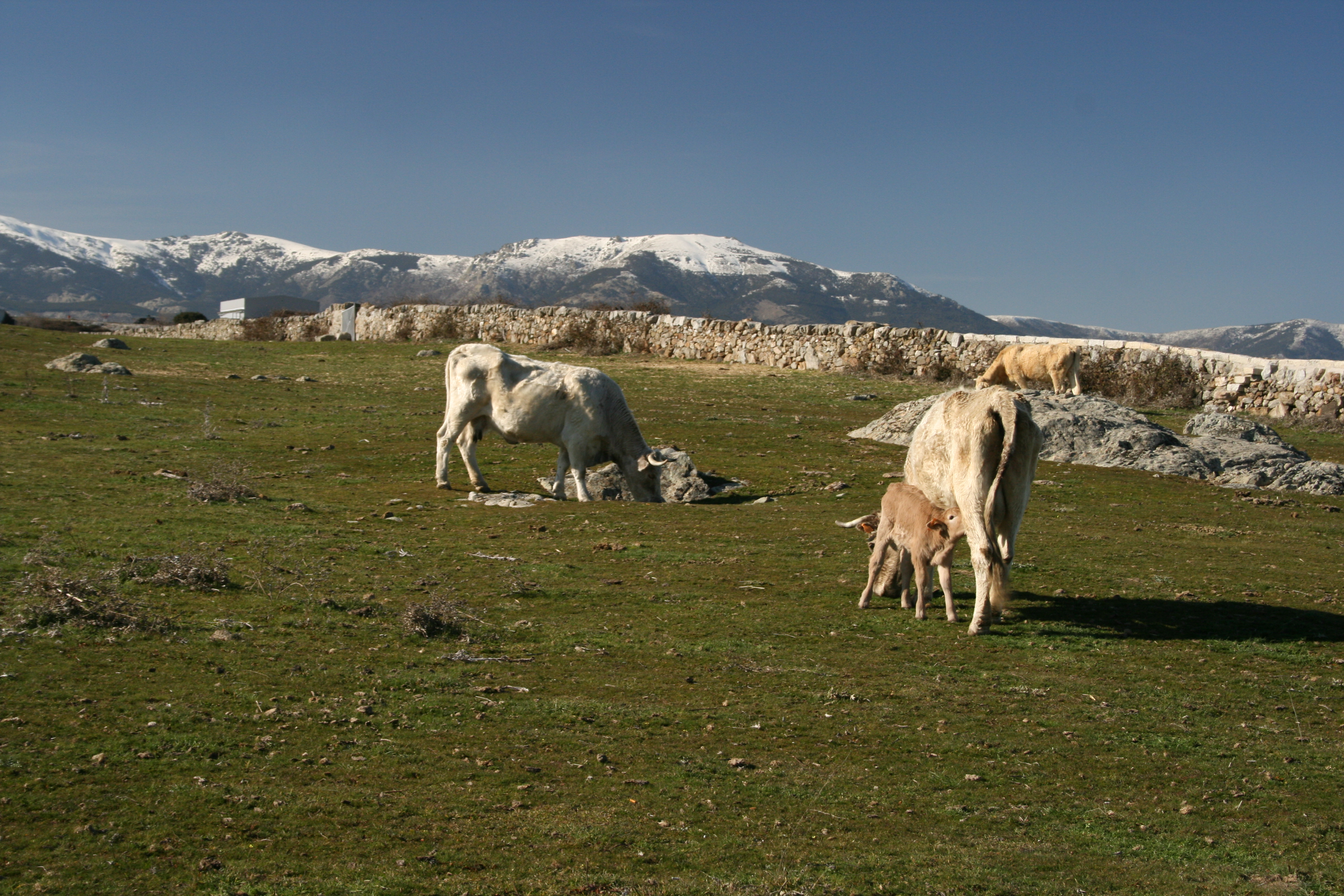
La dehesa de Navalvillar es utilizada como pasto comunitario para el ganado vacuno.

Por su gran valor ecológico el Ayuntamiento de Colmenar Viejo dispone un plan de conservación desde 1996.
Fauna: lá fauna que se avista en la dehesa es muy delicada é importante. Entre toda lá belleza natural que se puede encontrar, los animales que dan grande importancia a este lugar son los siguientes: El zorro rojo, el corzo, el águila imperial ibérica, el águila real, búho real, el buitre negro,gran variedades de garzas, milanos negros y reales, el buitre leonado y la cigüeña blanca.
(Aunque muy difícil de observar, también está presente la cigüeña negra)
Flora: fresno, encina, quejigo, alcornoque y grandes variedades de flores.

## Estudios cinematográficos

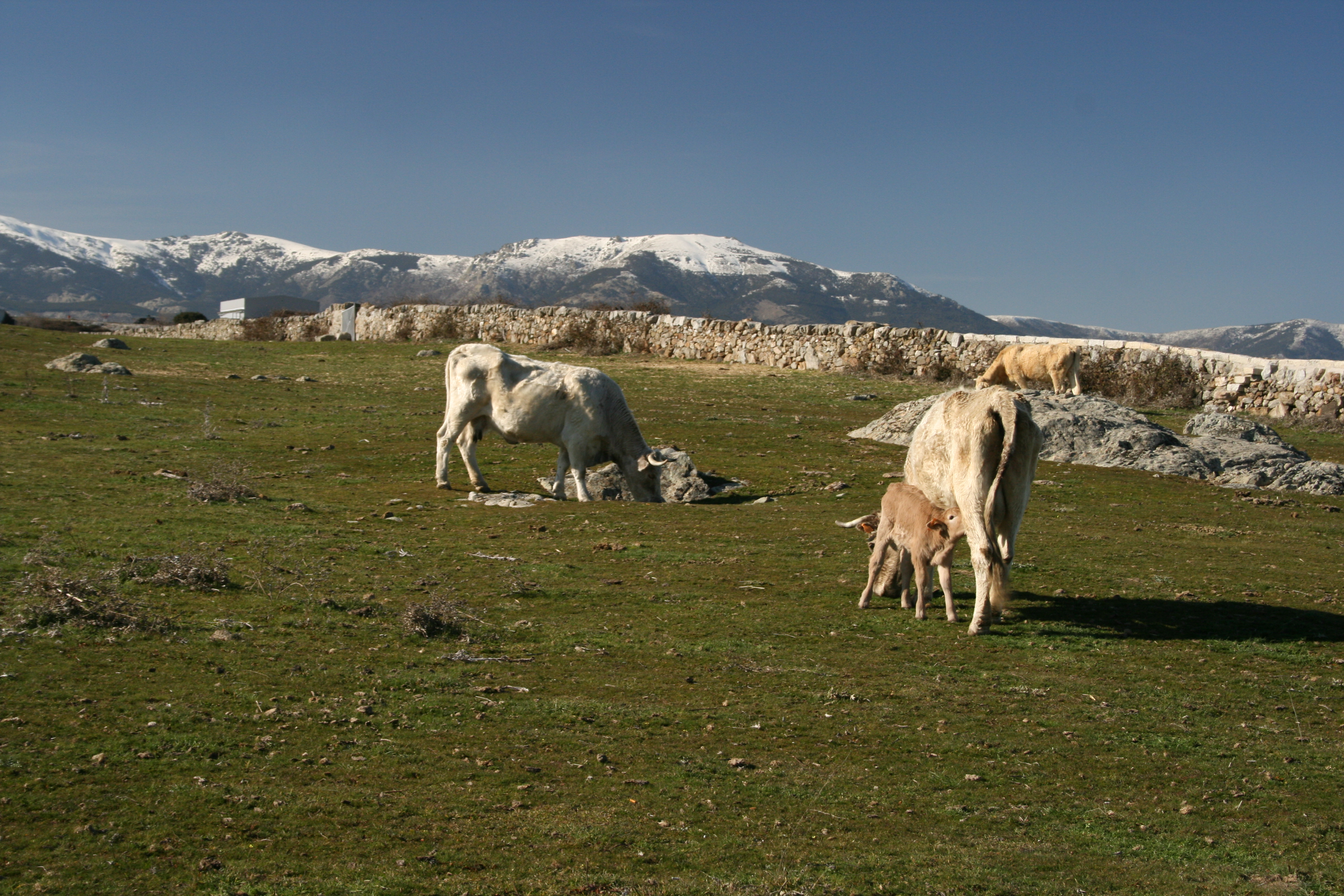
La dehesa de Navalvillar es utilizada como pasto comunitario para el ganado vacuno.

Este espacio natural fue escenario de multitud de rodajes de películas de género wester en los años 60 y 70 gracias a la construcción de una serie de decorados estables a iniciativa del productor Emilio Lárraga, en nombre de la Cooperativa Cinematográfica Carthago Films, entre los que destacaban:
- El poblado de Lega-Michelena: un poblado del oeste que permanece en pie hasta 1973 en el que se rodaron películas de Sergio Leone tan conocidas como “La muerte tenía un precio” (1965) y “El bueno, el feo y el malo” (1966), “El halcón y la presa” (1966, Sergio Sollima), “La marca de Caín” (1968, Henry Levin) o “La letra escarlata” (1972, Wim Wenders).
- El Fuerte de Medina: Diseñado y construido por José Luis Galicia y Jaime Pérez Cubero, fue el decorado de fuerte confederado más importante de los realizados en España. Estaba ambientado en los Estados Unidos de la década de 1870 y se utilizó en el rodaje de “Antes llega la muerte” (1964, Joaquín L. Romero Marchent), "La última aventura” (1968, Robert Siodmak) o “Al infierno, gringo” (1969, Nathan Juran).
- El Rancho de Cubero-Galicia: Diseñado y construido por José Luis Galicia y Jaime Pérez Cubero, albergó una treintena de rodajes entre los que destacan “Los cuatro implacables” (1965, Primo Zeglio), “Plazo para morir” (1965, Gianni Grimaldi) o “Las petroleras” (1971, Cristian Jaque).